# Rudolf Jettel
Rudolf Jettel (né le 21 mars 1903 à Vienne, mort le 23 novembre 1981 dans la même ville) est un clarinettiste, compositeur et professeur autrichien.

## Biographie
Jettel est clarinettiste solo à l'Orchestre philharmonique de Vienne et professeur à l'académie de musique et des arts du spectacle de Vienne. Il se consacre aussi à la construction et au développement des instruments à vent.

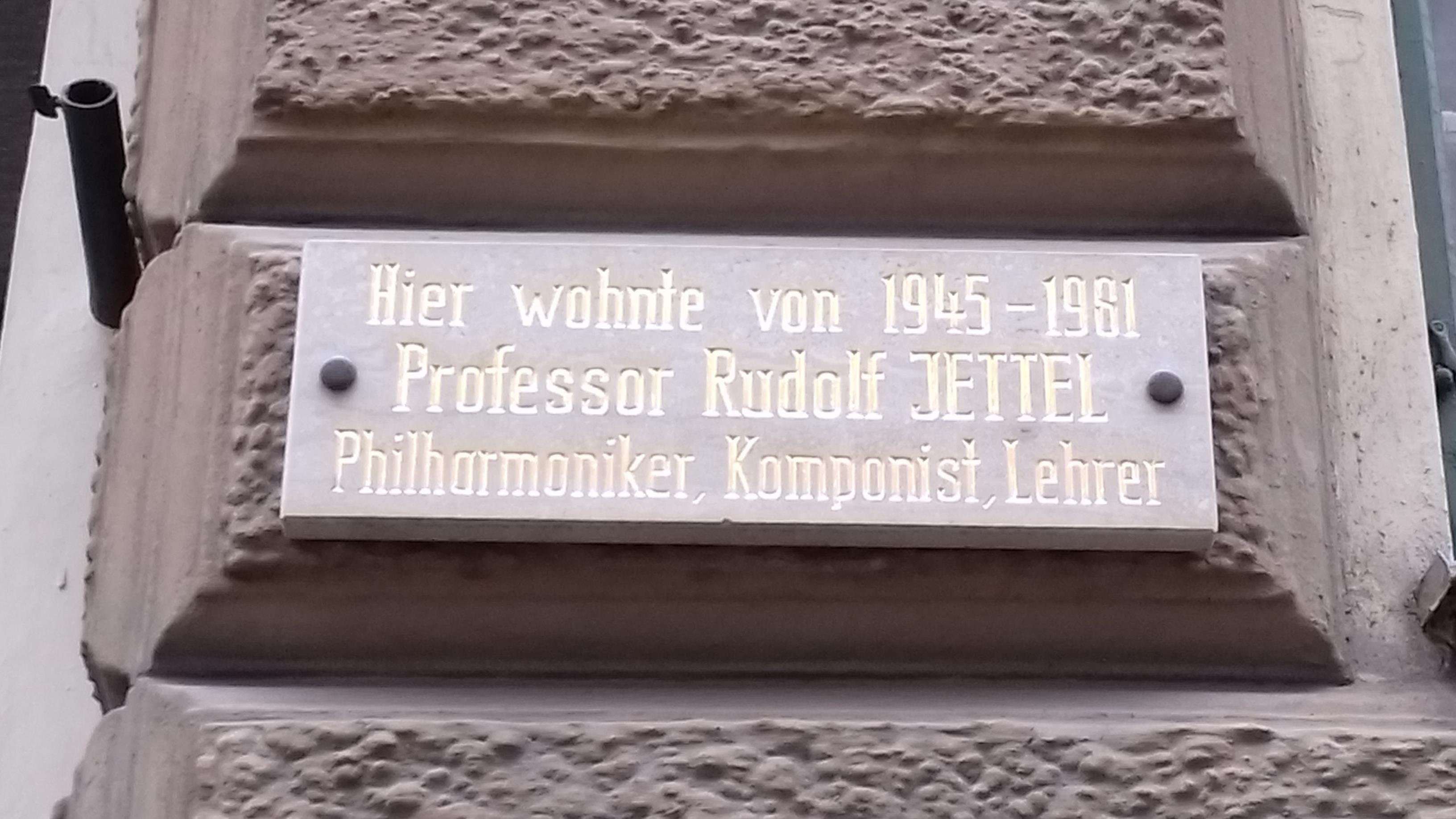
Plaque indiquant l'habitation de Jettel à Vienne de 1945 à 1961.

Il compose plusieurs œuvres de musique de chambre, comme des quatuors à cordes, des quintettes à vent et des sonates. Ses œuvres pédagogiques pour la clarinette et le saxophone sont reconnues dans le monde professionnel.
En outre, comme son collègue Vinzenz Hladky, il écrit également des œuvres pour des instruments à cordes pincées tels que la mandoline, la guitare, inspirées de la Schrammelmusik et des chansons populaires autrichiennes.

## Sources, notes et références
1. ↑  mandolinen.at

- (de) Cet article est partiellement ou en totalité issu de l’article de Wikipédia en allemand intitulé « Rudolf Jettel » (voir la liste des auteurs).